# Antonius Sopers

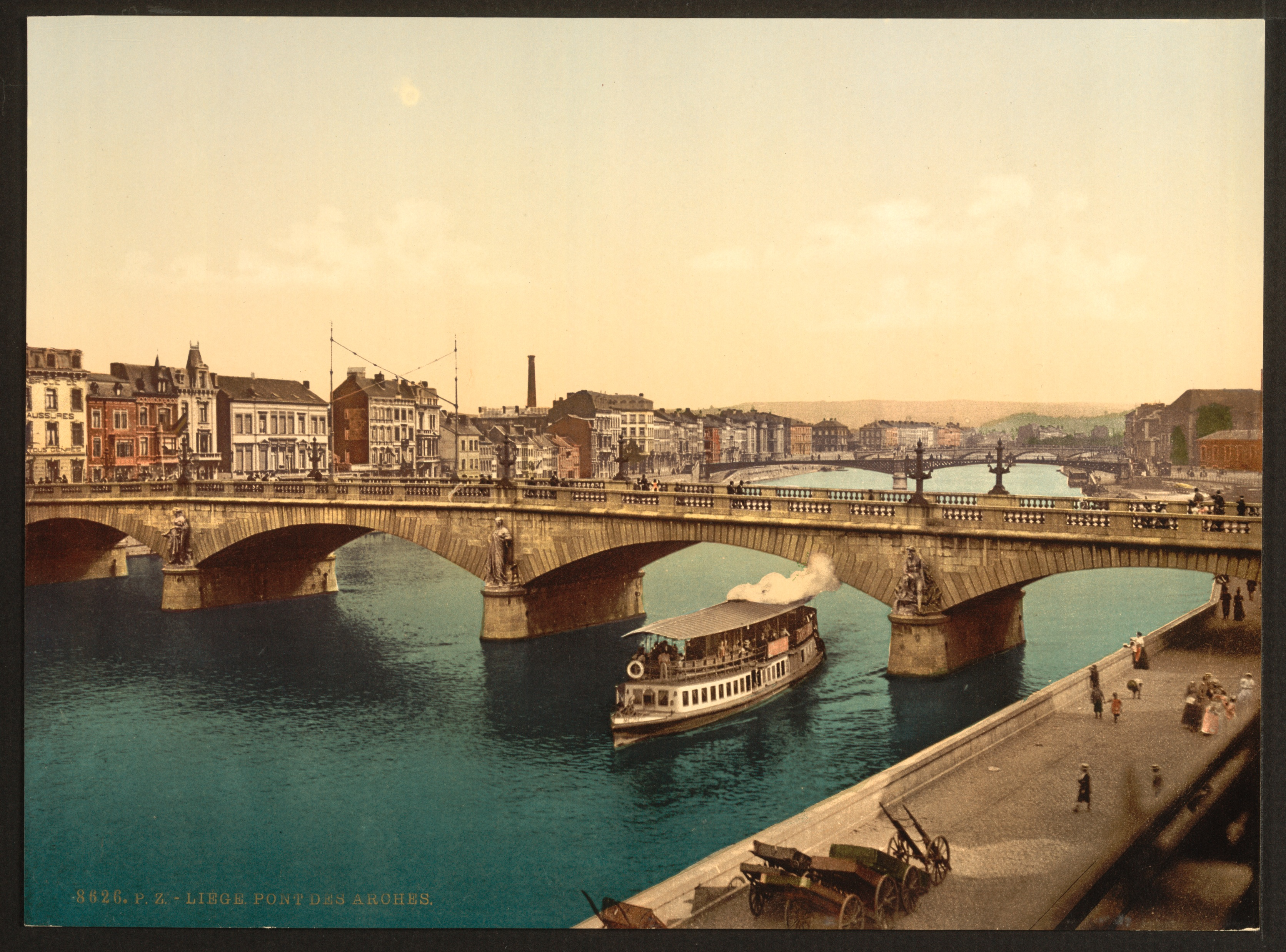
De Pont des Arches, met op de pijlers beelden van Sopers en Drion (foto uit ca. 1890-1900)

Antonius Nazarius Sopers ('s-Hertogenbosch, 28 juli 1823 – Luik, 8 maart 1882) was een Nederlands-Belgisch beeldhouwer en academiedirecteur. Hij wordt ook vermeld als Antoine Nazaire Sopers.

## Leven en werk
Antonius of Antoine Sopers was een zoon van Matheus Franciscus Sopers, koopman in Den Bosch en Luik, en Maria Catharina Elisabeth de Laure. Hij studeerde aan de Académie des Beaux-Arts in Luik (tot 1844), de Koninklijke Academie voor Schone Kunsten van Antwerpen (tot 1852), de academies in Berlijn en München (tot 1854) en enige tijd in Italië, waarna hij terugkeerde naar Luik.
Sopers maakte als beeldhouwer figuren, portretten en monumenten en nam deel aan internationale tentoonstellingen. Hij won diverse gouden medailles, onder meer voor een beeld van een jonge Napolitaan (Brussel, 1859). De marmeren Napolitaan werd in 1861 aangekocht door het Museum voor Schone Kunsten in Brussel. Hij maakte in 1865-1866 samen met Prosper Drion acht pijlerbeelden voor de Luikse Pont des Arches; vier daarvan symboliseerden de Maas en haar zijrivieren, de andere waren allegorieën van de landbouw, handel, industrie en navigatie. In het eerste jaar van de Eerste Wereldoorlog (1914) werd de brug door de Belgen opgeblazen om de opmars van de Duitsers te stoppen. Een deel van de beelden werd herplaatst op een nieuwe brug, die te tijde van de Tweede Wereldoorlog (1940) werd opgeblazen.
In 1867 stuurde Sopers een aantal malen een brief naar bisschop Zwijsen, omdat hij beelden wilde maken voor het nieuwe hoogaltaar in de Bossche Sint-Janskathedraal. Hij kreeg daarvoor geen opdracht, maar mocht wel beelden van Maria en Johannes Evangelist maken, die aan pijlers aan weerszijden van het hoogaltaar werden gehangen, ter aanvulling op de reeks van de overleden J.A. van der Ven.
Per 1 januari 1868 werd Sopers benoemd tot directeur van de Koninklijke School voor Nuttige en Beeldende Kunsten in 's-Hertogenbosch, als opvolger van J.A. van der Ven. Tot zijn leerlingen behoorde Michiel van Bokhoven. Sopers was vanaf 1868 lid en later bestuurder van het Provinciaal Genootschap van Kunsten en Wetenschappen in Noord-Brabant. Hij werd voor zijn verdiensten benoemd tot lid van de Koninklijke Akademie van Beeldende Kunsten in Amsterdam en in 1872 tot ridder in de Leopoldsorde.
Eind 1875 nam Sopers ontslag als directeur vanwege onenigheid met twee docenten en het lage salaris. Hij keerde daarop naar Luik terug. Hij overleed er een aantal jaren later, op 58-jarige leeftijd.

## Galerij

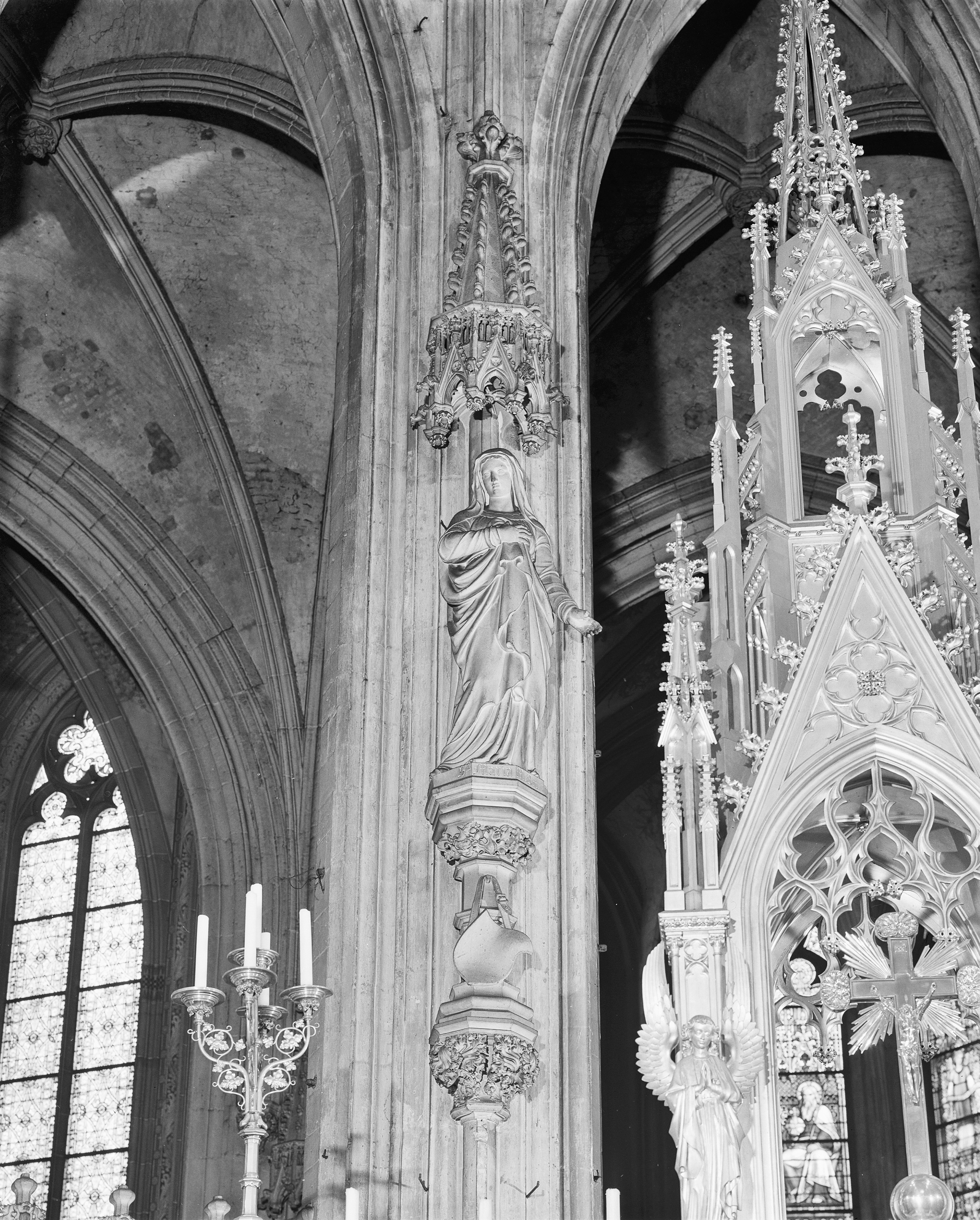
Maria
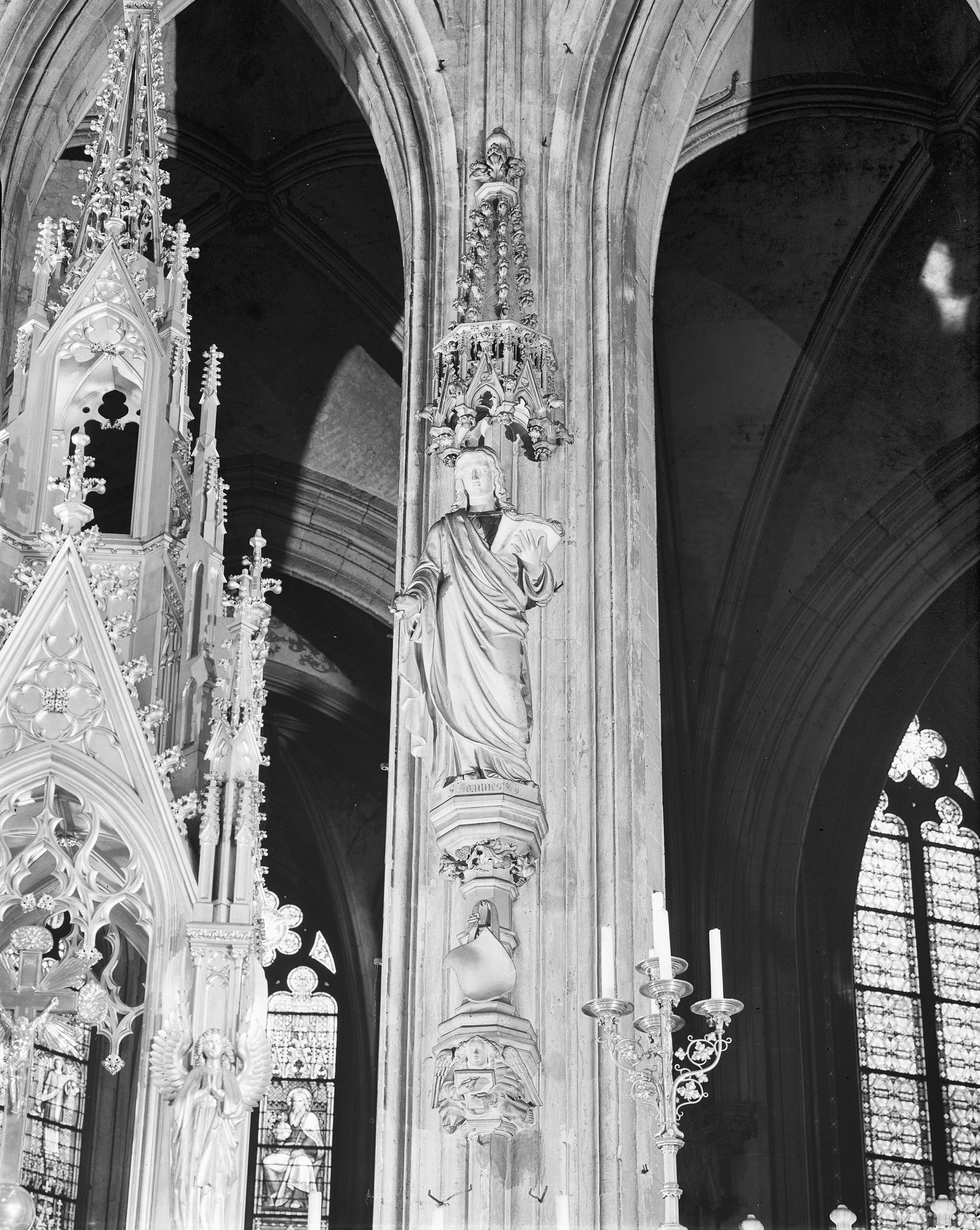
Johannes Evangelist

- Biografisch Portaal: 89458068
- RKD-Nederlands Instituut voor Kunstgeschiedenis: 337222